# Muchtar na tropie
Muchtar na tropie (org. Ко мне, Мухтар!) – film przygodowo-sensacyjny produkcji radzieckiej z 1964 roku w reż. Siemiona Tumanowa. Adaptacja opowiadania Izraila Mettera z 1960 roku pt. Murat. 

## Opis fabuły
ZSRR połowy lat 60. XX w. Tytułowy "Muchtar" to owczarek alzacki znaleziony przez obsługę pociągu w jednym z wagonów. Ponieważ pies nikogo do siebie nie dopuszcza, na miejsce zostaje wezwany milicyjny specjalista – porucznik Głazyczew – który szybko i sprawnie obezwładnia czworonoga. Wkrótce odnajduje się również właścicielka "Muchtara". Jednak wytworna dama ku zdziwieniu milicjantów wcale nie jest zainteresowana odzyskaniem zguby – przeciwnie, oferuje sprzedaż psa. Po krótkich testach sprawdzających, milicja decyduje się zapłacić za Muchtara przewidzianą przepisami sumę jako za pełnowartościowego psa zdolnego do służby w jej szeregach. Muchtar zostaje oddany pod opiekę Głazyczewa i pomiędzy milicjantem a psem szybko nawiązuje się silna więź autentycznej przyjaźni. 
Początkowe zadania Muchtara są dość banalne – wykrycie sprawcy kradzieży przydomowych królików, wytropienie i ujęcie włamywaczy do sklepu spożywczego. Jednak wkrótce przychodzi mu zmierzyć się z prawdziwym przestępcą – zbiegłym z kolonii karnej, uzbrojonym zabójcą. "Muchtar" wytrapia go i obezwładnia, zostaje jednak ciężko ranny. Natychmiastowa operacja wprawdzie ratuje życie psa, jednak postrzał w głowę czyni go, pomimo udanej rehabilitacji, niezdolnym do dalszej służby. Jego opiekun, świadomy co to oznacza, pragnie uniknąć najgorszego – formalnego "wybrakowania" psa i w konsekwencji jego uśpienia lub oddania do schroniska. Za zgodą przełożonych pragnie załatwić dla czworonożnego przyjaciela coś w rodzaju emerytury – możliwości pozostania w jednostce i utrzymania na koszt państwa. Jest to pomysł zupełnie nowy i dla większości milicyjnych decydentów zupełnie niezrozumiały. Jednak dzięki uporowi udaje mu się w końcu uzyskać właściwy podpis jednego z wyższych dowódców, który doskonale zna przebieg służby dzielnego Muchtara i okazuje zrozumienie dla starań Głazyczewa. "Muchtar" pozostaje w szeregach milicji jako inwalida-weteran. 

## Obsada aktorska
- Jurij Nikulin – por. Głazyczew
- Władimir Jemieljanow – komendant szkoły tresury psów
- Leonid Kmit – milicjant, przewodnik psa "Don"
- Jurij Biełow – milicjant, przewodnik psa "Buran"
- Ałła Łarionowa – Kolesowa, była właścicielka "Muchtara"
- Fiodor Nikitin – weterynarz Zyrianow
- Nikołaj Kriuczkow – wyższy dowódca milicji, przychylający się do prośby Głazyczewa
- Tamara Loginowa – żona Głazyczewa
- Ija Marks – babcia Fiedii
- Lidia Rumina – kucharka Antonowna
- Lidia Sawczenko – pracownica kolei
- Jekatierina Sawinowa – magazynierka Wieroczka
- Walentin Brylejew – milicjant w cywilu
- Siergiej Gołowanow – admirał Kolesow, mąż pierwszej właścicielki "Muchtara"
- Władimir Gulajew – kapitan milicji w szkole tresury
- Lew Durow – recydywista "Ryba"
- Wadim Zacharczenko – śledczy przesłuchujący "Rybę"
- Jurij Miedwiediew – Fiedia
- Leonid Parchomienko – przestępca Frołow
- Iwan Ryżow – Ryżow, kapitan milicji

i inni.

## O filmie

### Historia powstania
Pierwowzorem filmowego Muchtara był autentyczny pies milicyjny imieniem "Sułtan", który służył w leningradzkiej milicji w latach 40. XX wieku. Przez trzynaście lat swojej służby brał udział w blisko tysiącu milicyjnych akcji i przyczynił się do ujęcia ponad setki przestępców, przetrwał blokadę Leningradu. Gdy padł na początku lat 50., z rozkazu szefa wydziału śledczego, jego truchło poddano taksydermii i wyeksponowano w muzeum kryminalistyki w Leningradzie. Tam, w 1959 roku, wypatrzył go pisarz Izrail Metter. 
Postać filmowego przewodnika "Muchtara" porucznika Głazyczewa również jest autentyczna – był nim major Piotr Buszmin, przewodnik "Sułtana". Po śmierci psa regularnie odwiedzał on swojego czworonożnego przyjaciela w muzeum kryminalistyki, nawet będąc już na emeryturze. To właśnie od niego Metter usłyszał historię psa, która zainspirowała go do napisania opowiadania, na podstawie którego powstał później scenariusz do filmu. 
Milicyjna "emerytura" "Muchtara" oraz jego wcześniejsze zranienie podczas akcji ukazane w filmie, w rzeczywistości nie miały miejsca. Pies odszedł ze służby na skutek starości i związanej z nią ślepoty. Wprawdzie gwarantowano mu godziwe warunki w schronisku, jednak za zgodą przełożonych, "dożywocie" zapewnił mu jego milicyjny opiekun (Buszmin) na swój własny koszt. Pies padł w mieszkaniu Buszmina kilka miesięcy po wycofaniu ze służby.     

### Realizacja
Filmowego "Muchtara" zagrały cztery, podobne do siebie psy. Spowodowane to było kilkoma czynnikami – rozciągłością akcji filmu (scenariusz przewidywał pokazanie służby Muchtara w ciągu kilku lat) oraz potrzebą posiadania dublera. Dwaj z psich aktorów o imionach "Ural" i "Bajkał" ("Muchtar" właściwy i dubler) dostarczone zostały na plan przez MSW ZSRR. Trzeci, bezimienny, kilkumiesięczny pies ("Muchtar" w początkowym okresie służby) został pozyskany przez Mosfilm z ogłoszenia i otrzymał na planie imię swojego filmowego bohatera. Czwarty owczarek, obdarzony imieniem słynnego flamandzkiego malarza – "Dyck" – trafił na plan filmowy zupełnie przypadkowo. Podczas kręcenia scen zimowych (pościg za groźnym przestępcą Frołowem) okazało się, że psy odgrywające rolę "Muchtara" płoszą się na skutek użycia na planie głośnej dmuchawy skonstruowanej w oparciu o silnik samolotowy mającej wytwarzać efekt wietrznej śnieżycy. Twórcy filmu przypomnieli sobie wtedy list od pewnego inżyniera miłośnika psów z Kijowa, który na wieść o ekranizacji dopiero co przeczytanego opowiadania Mettera, przesłał do Mosfilmu własną propozycję scenariusza oraz, jako właściciel psa rasy owczarek niemiecki, ofertę wykorzystania jego pupila w filmie. Inżyniera wraz z psem szybko ściągnięto na plan i okazało się, że jego "Dyck" nie tylko nie boi się hałasu olbrzymiej dmuchawy, ale na tyle sprawnie wykonuje komendy swojego opiekuna, że w rezultacie okazał się najbardziej uzdolnionym psim aktorem z całej czwórki swoich czworonożnych pobratymców.     
Odtwórca głównej roli męskiej Jurij Nikulin (por. Głazyczew), jak później wspominał w swojej autobiografii, zanim przystąpił do udziału w zdjęciach wielokrotnie uczestniczył w milicyjnych akcjach z wykorzystaniem psów. Specyfiki pracy milicyjnego przewodnika uczył go doświadczony specjalista kpt. Siergiej Poduszkin – konsultant filmu. Pod jego nadzorem Nikulin przebrany w milicyjny mundur (aby psy zachowywały się tak jak w realnych warunkach) kilka godzin dziennie spędzał w ośrodku tresury, karmiąc je, opiekując się nimi i tresując.
Zdjęcia do filmu rozpoczęto zimą 1964 i jako pierwsze zaczęto kręcić ostatnie sceny, które rozgrywają się w śnieżnej scenerii. Za plenery posłużyły okolice podmoskiewskiego miasta Kaszyra. Sceny letnie kręcono pod Rostowem, głównie w Rostowskiej Szkole Kryminalno-Śledczej Tresury Psów.

### Odbiór widzów
Film miał swoją premierę w marcu 1965 roku i szybko zyskał szeroką popularność (obejrzało go w kinach radzieckich prawie 30 milionów widzów). Imię "Muchtar" stało się powszechnie nadawanym przezwiskiem psom w całym ZSRR, otrzymał je m.in. pies piosenkarki Edyty Piechy oraz wiele psów milicyjnych.  
W 2002 roku film otrzymał nagrodę na MFF "Złoty Kieł" – jedynym na świecie festiwalu filmowym przyznającym nagrody zwierzętom i występującym z nimi aktorom, zwanym "Oskarem dla zwierząt".  

### Kontynuacja
Czterdzieści lat po premierze film doczekał się swojej kontynuacji. Jest nim emitowany od 2004 roku na kanale NTV serial TV pt. "Возвращение Мухтара" (Powrót Muchtara), który obecnie (listopad 2016) liczy już 894 odcinków. W telewizyjnym serialu można odnaleźć wiele nawiązań do kinowego pierwowzoru.